# Albi (Catanzaro)
Albi (calabrés Iàrbi) és un municipi italià, dins de la província de Catanzaro. Situat a 710 metres sobre el nivell del mar, el territori municipal està inclòs al Parc Nacional de la Sila. Ocupa una superfície de 29,64 quilòmetre quadrat i tenia 790 habitants a l'1 gener 2023.

## Demografia
| 1861 | 1871 | 1881 | 1901 | 1911 | 1921 | 1931 | 1951 | 1961 | 1971 | 1981 | 1991 | 2001 | 2011 |
| ---- | ---- | ---- | ---- | ---- | ---- | ---- | ---- | ---- | ---- | ---- | ---- | ---- | ---- |
| 1730 | 1764 | 1969 | 1903 | 2165 | 2055 | 2385 | 2199 | 2025 | 1593 | 1362 | 1192 | 1105 | 1010 |